# Аглуллин, Рауф Абдуллович
Рауф Абдуллович Аглуллин или Аглиуллин (тат. Әһлиуллин; 15 ноября 1930 — 12 сентября 2006) — советский партийный и хозяйственный деятель, Герой Социалистического Труда, председатель колхоза «Память Ленина» Буинского района.

## Биография
Родился в деревне Кыр-Тавгельдино Татарской АССР в крестьянской семье. Отец погиб в Великую Отечественную войну, необходимо было помогать матери, и Рауф начал трудиться рядовым колхозником в сельхозартели им. Калинина. Окончил школу в Буинске (ныне Гимназия имени М. М. Вахитова) и работал учетчиком в Ахмаметьевской МТС.
В 1950 году был призван на воинскую службу, которую проходил на флоте. По окончании службы вернулся домой — заведовал сельским клубом, был вторым секретарем райкома комсомола, инструктором орготдела и пропагандистом Буинского райкома КПСС. Затем был на партийной работе во многих первичных партийных организаций разных колхозов («Искра» и имени Ленина).
В 1966 году заочно окончил Высшую партийную школу при ЦК КПСС, где изучал экономику сельскхозяйственного производства. После этого руководил хозяйствами в Буинском районе — в 1960 году стал председателем колхоза «Память Ленина», который в 1973 году стал миллионером; в 1978—1982 годах был председателем колхоза «Гигант» в деревне Татарское Пимурзино и в 1982—1988 годах — директором молкомбината этого же района. С 1988 по 1993 годы снова руководил родным колхозом «Память Ленина».
Избирался депутатом Совета Национальностей Верховного Совета СССР 9 созыва от Тетюшского избирательного округа № 643 Татарской АССР, был членом Комиссии по народному образованию, науке и культуре. Также был депутатом Верховного Совета Татарской АССР и районного Совета.
Последние годы жил в Казани. Умер 12 сентября 2006 года.

## Награды
- Указом Президиума Верховного Совета СССР от 22 марта 1966 года Р. А. Аглиуллину было присвоено звание Героя Социалистического Труда с вручением ордена Ленина (за достигнутые успехи в развитии животноводства, увеличении производства и заготовок мяса, молока, яиц, шерсти и другой продукции) и золотой медали «Серп и Молот».
- Орден Трудового Красного Знамени.
- Разные медали.
- Заслуженный работник сельского хозяйства Татарской АССР.